# Pelusios bechuanicus
Pelusios bechuanicus är en sköldpaddsart som beskrevs av  Vivian William Maynard Fitzsimons 1932. Pelusios bechuanicus ingår i släktet Pelusios och familjen pelomedusasköldpaddor. Inga underarter finns listade i Catalogue of Life.
Skölpaddan förekommer i centrala och södra Afrika från Kongo-Kinshasa till Namibia och Botswana.